# Isabelle Gallagher
Isabelle Gallagher (Cagnes-sur-Mer, 27 de outubro de 1973) é uma matemática francesa. Sua área de pesquisa abrange equações diferenciais parciais aplicadas em equações de Navier-Stokes, equação da onda e equação de Schrödinger, e também análise harmônica do grupo de Heisenberg.

## Formação e carreira
Isabelle Gallagher obteve um doutorado na Universidade Pierre e Marie Curie em 1998, orientada por Jean-Yves Chemin.
Trabalhou no Centre national de la recherche scientifique e tornou-se em 2004 professora da Universidade Paris VII.
Recebeu o Prêmio Paul Doistau-Émile Blutet de 2008.
Foi palestrante convidada do Congresso Internacional de Matemáticos em Seul (2014: From molecular dynamics to kinetic theory and hydrodynamics).